# Those Whom the Gods Detest
Those Whom the Gods Detest je šestou řadovou deskou americké deathmetalové kapely Nile. Byla nahrána v sestavě Karl Sanders – kytara + zpěv, Dallas Toler Wade – kytara + zpěv, George Kollias – bicí.

## Seznam skladeb
1. Kafir – 06:50
2. Hittite Dung Incantation – 03:48
3. Utterances Of The Crawling Dead – 05:09
4. Those Whom The Gods Detest – 08:07
5. 4th Arra Of Dagon – 08:40
6. Permitting The Noble Dead To Descend To The Underworld – 03:32
7. Yezd Desert Ghul Ritual In The Abandoned Towers Of Silence – 02:33
8. Kem Khefa Kheshef – 06:18
9. The Eye Of Ra – 05:01
10. Iskander Dhul Kharnon – 06:41

### Bonusové skladby
1. Hittite Dung Incantation (instrumentální verze)
2. Permitting the Noble Dead to Descend to the Underworld (instrumentální verze)